# Otto Wilhelm Krogmann
Otto Wilhelm Krogmann (* 24. April 1866 in Hamburg; † 1929) war ein Hamburger Kaufmann und Politiker.

## Leben
Krogmann war Kaufmann in der Firma Wachsmuth & Krogmann. Er wirkte von 1896 bis 1899 als Handelsrichter. Von 1900 bis 1905 war er Mitglied der Baudeputation, dann von 1905 bis 1921 gehörte er der Finanzdeputation an. Von 1910 bis 1914 war er außerdem Mitglied der Oberschulbehörde. Von 1913 bis 1919 gehörte Krogmann der Hamburgischen Bürgerschaft als Mitglied der Fraktion der Rechten an.
Hermann August Krogmann war sein Vater, Richard Carl Krogmann war sein Bruder, Werner Krogmann war sein Sohn und Carl Vincent Krogmann war sein Neffe. 